# Smaragdina costata
Smaragdina costata es una especie de insecto coleóptero de la familia Chrysomelidae.
Fue descrita científicamente en 1981 por Tan & Wang.